# Iznogoud (videogioco)
Iznogoud, chiamato anche The Grand Vizir su Commodore 64, è un videogioco di avventura dinamica tratto dal fumetto Iznogoud, pubblicato nel 1987 per i computer Amstrad CPC, Atari ST, Commodore 64, MS-DOS, Thomson MO6 e Thomson TO8 dalla Infogrames.
L'autore del fumetto, Jean Tabary, collaborò con la Infogrames realizzando bozzetti delle varie pose dei personaggi e mettendo a punto alcune gag.
È il primo videogioco tratto da Iznogoud, il successivo fu Saban's Iznogoud, uscito dieci anni dopo.

## Modalità di gioco
Il gioco si svolge nel palazzo reale di Baghdad, dove il giocatore controlla il gran visir Iznogoud con l'obiettivo di spodestare il califfo e prendere il suo posto, ricorrendo a qualunque bassezza.
Iznogoud può aggirarsi in una trentina di sale o giardini del palazzo; ciascuna stanza è mostrata in terza persona con prospettiva tridimensionale fissa e Iznogoud può muoversi al suo interno nelle quattro direzioni.
L'inquadratura occupa un rettangolo di dimensioni circa 2/3 dello schermo, posto in alto a destra (sinistra su Commodore), mentre il resto è uno sfondo fisso con una vista esterna del palazzo, le cui finestre si illuminano per indicare dove si trova attualmente Iznogoud.
Nel palazzo si aggirano altri personaggi, che Iznogoud deve cercare di manipolare per i suoi scopi, tra cui il fedele Dilat Larat che lo segue. Ci sono quattro azioni possibili nei confronti degli altri personaggi, con relative animazioni ed espressioni facciali: dare un oggetto, minacciare, prosternarsi, incollerirsi.
Si può raccogliere e trasportare un solo oggetto alla volta, che viene visualizzato come icona.